# 秦红三
秦红三（1960年—），湖南长沙人，汉族，中华人民共和国政治人物、第十二届全国人民代表大会江西地区代表。
毕业于华中理工大学高压技术及设备专业。加入中国共产党。2013年，担任全国人大代表。